# دریبرگن
دریبرگن (به هلندی: Driebergen) یک منطقهٔ مسکونی در هلند است که در اوترختسه هئوفل‌روخ واقع شده‌است.